# Crikvena
Crikvena – szczyt w Welebicie w Chorwacji.

## Opis
Znajduje się w południowej części grupy Rožanski kukovi, na zachodnim krańcu ponad Smrčevymi dolinami. Crikvena ma dwa wierzchołki w formie skalistych kopuł. Zachodni jest wyższy, podczas gdy wschodni ma 1635 m. Między nimi jest wąska przełęcz. Na południe od przełęczy jest wąski korytarz między łagodnymi klifami obydwu wierzchołków, przez który Szlak Premužicia kontynuuje na południe. Jest pokryty wybudowanymi stopniami. Blisko na zachód od Crikveny jest Premužićev Toranj (1620 m). Na północ jest wąski grzbiet, który łączy ją z centralną częścią grupy. Wokół niej są głębokie i dzikie przepaście. Na południe i wschód znajduje się pofalowany obszar, gdzie zagłębienia i przepaście są pokryte głównie lasem bukowym i świerkowym.
Znajdując się tuż nad Szlakiem Premužicia, Crikvena jest – razem z Gromovačą – najczęściej odwiedzanym szczytem całej grupy. Z przełęczy, która oddziela główny szczyt od wschodniego, jest około 5 min umiarkowanego podejścia ponad stromymi klifami, gdzie jest mnóstwo miejsc, których można się złapać.
Widok ze szczytu jest szeroki i piękny i obejmuje zarówno morze, jak i wyspy, które są częściowo widoczne za lasami Smrčevych dolin. Pięknie widać też otaczający obszar Rožanskich kukovów.